# Espeluche
Espeluche est une commune française située dans le département de la Drôme, en région Auvergne-Rhône-Alpes.

## Géographie

### Localisation
Rattachée à l'intercommunalité de Montélimar-Agglomération, Espeluche, village à l'aspect essentiellement rural, est située à 8 km au sud-est de Montélimar.

### Communes limitrophes
| Montboucher-sur-Jabron | Montboucher-sur-Jabron | Puygiron              |
| Montélimar             | Espeluche              | Rochefort-en-Valdaine |
| Allan                  | Allan                  | Montjoyer             |

### Hydrographie
La commune est arrosée par le ruisseau de Citelles, affluent du Jabron.

### Climat
Pour des articles plus généraux, voir Climat d'Auvergne-Rhône-Alpes et Climat de la Drôme.
En 2010, le climat de la commune est de type climat méditerranéen altéré, selon une étude du CNRS s'appuyant sur une série de données couvrant la période 1971-2000. En 2020, Météo-France publie une typologie des climats de la France métropolitaine dans laquelle la commune est exposée à un climat méditerranéen et est dans la région climatique  Provence, Languedoc-Roussillon, caractérisée par une pluviométrie faible en été, un très bon ensoleillement (2 600 h/an), un été chaud (21,5 °C), un air très sec en été, sec en toutes saisons, des vents forts (fréquence de 40 à 50 % de vents > 5 m/s) et peu de brouillards. 
Pour la période 1971-2000, la température annuelle moyenne est de 13 °C, avec une amplitude thermique annuelle de 17,7 °C. Le cumul annuel moyen de précipitations est de 902 mm, avec 6,6 jours de précipitations en janvier et 4 jours en juillet. Pour la période 1991-2020, la température moyenne annuelle observée sur la station météorologique de Météo-France la plus proche, « Montboucher-S-Jabron » sur la commune de Montboucher-sur-Jabron à 5 km à vol d'oiseau, est de 13,6 °C et le cumul annuel moyen de précipitations est de 915,0 mm,. Pour l'avenir, les paramètres climatiques de la commune estimés pour 2050 selon différents scénarios d'émission de gaz à effet de serre sont consultables sur un site dédié publié par Météo-France en novembre 2022.

### Voies de communication et transports

#### Réseau routier
Le village est accessible par la route départementale RD 4, depuis Montélimar ou Rochefort-en-Valdaine, ainsi que par la RD 126 depuis Allan ou Puygiron. L'autoroute A7 traverse la commune dans sa partie ouest. La sortie la plus proche est la sortie 18.

#### Réseau ferroviaire
La LGV Méditerranée traverse la commune, dans le sens nord-sud, à l'ouest de son territoire, mais la commune ne dispose d'aucune gare sur cette ligne. La gare la plus proche est celle de Montélimar.

#### Transports en commun
Plusieurs lignes régulières de bus desservent Espeluche :
- Châteauneuf-du-Rhône - Montélimar ;
- Rochefort-en-Valdaine - Espeluche - Allan - Montboucher-sur-Jabron - Montélimar ;
- La Bâtie-Rolland - Portes-en-Valdaine - La Touche - Rochefort en Valdaine - Puygiron - Montélimar ;
- Les Tourrettes - La Coucourde - Savasse - Montélimar ;
- Ancône - Savasse - Montélimar.

## Urbanisme

### Typologie
Au 1er janvier 2024, Espeluche est catégorisée bourg rural, selon la nouvelle grille communale de densité à 7 niveaux définie par l'Insee en 2022.
Elle est située hors unité urbaine. Par ailleurs la commune fait partie de l'aire d'attraction de Montélimar, dont elle est une commune de la couronne,. Cette aire, qui regroupe 45 communes, est catégorisée dans les aires de 50 000 à moins de 200 000 habitants,.

### Occupation des sols
L'occupation des sols de la commune, telle qu'elle ressort de la base de données européenne d’occupation biophysique des sols Corine Land Cover (CLC), est marquée par l'importance des territoires agricoles (53,8 % en 2018), en diminution par rapport à 1990 (55,8 %). La répartition détaillée en 2018 est la suivante : 
forêts (41 %), zones agricoles hétérogènes (40,5 %), terres arables (9,9 %), zones urbanisées (3,5 %), prairies (3,3 %), zones industrielles ou commerciales et réseaux de communication (0,8 %), milieux à végétation arbustive et/ou herbacée (0,5 %), espaces verts artificialisés, non agricoles (0,4 %). L'évolution de l’occupation des sols de la commune et de ses infrastructures peut être observée sur les différentes représentations cartographiques du territoire : la carte de Cassini (XVIIIe siècle), la carte d'état-major (1820-1866) et les cartes ou photos aériennes de l'IGN pour la période actuelle (1950 à aujourd'hui).

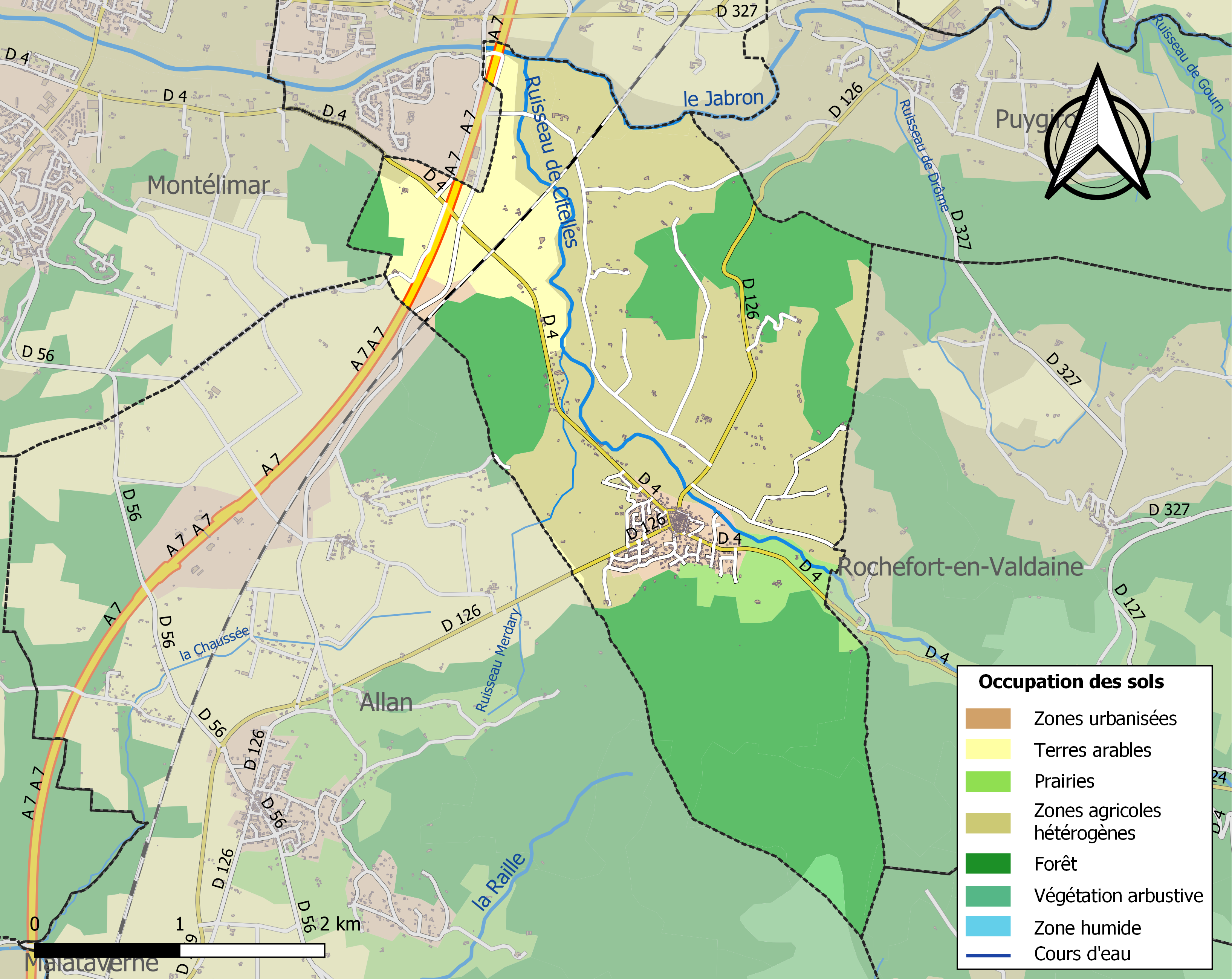
Carte des infrastructures et de l'occupation des sols de la commune en 2018 (CLC).

## Toponymie

### Attestations
Dictionnaire topographique du département de la Drôme :
- 1327 : Espelucha (cartulaire de Montélimar, 41) ;
- 1362 : Espeluchia (Inventaire des dauphins, 95) ;
- 1447 : Speluchia (ann. d'Aiguebelle, E 556) ;
- 1455 : Dominus Speluchie (Guy Pape, qu., 95) ;
- 1481 : Spelachie (Lacroix : L'arrondissement de Montélimar, III, 373) ;
- 1485 : Expeluchium (archives de la Drôme, E 5924) ;
- 1540 : Speluchiam (Aymar du Rivail : De Allobbrog., 116) ;
- 1626 : mention de la chapelle Notre-Dame : Ecclesia Beatae Mariae de Spelluchia (pouillé gén., 94) ;
- 1891 : Espeluche, commune du canton de Montélimar.

### Étymologie
De l'occitan espelonca, espeluca en Cévennes-Vivarais, du latin spelunca, « caverne, grotte, cavité à large entrée » (du grec)[réf. nécessaire].

## Histoire

### Préhistoire
Les fouilles faites lors de la construction du TGV Méditerranée ont permis d'étudier sur le site de Lalo, à Espeluche, une des premières implantations néolithiques dans la moyenne vallée du Rhône. Les fouilles, dirigée par Alain Beeching, ont eu lieu dans la partie méridionale de la Valdaine, au confluent du Jabron et de la Citelle, au pied d'une colline orientée plein sud.
Ce site, daté entre 5600 et 5000 avant notre ère, a permis de dégager des fosses, des foyers en cuvette et des chenaux aménagés pour la circulation de l'eau. Il comportait deux cabanes de plan ovalaire, où ont été retrouvés des objets en céramique et un outillage lithique. L'occupation des cabanes a pu être daté entre 5200 et 5000 avant notre ère. Elles étaient construites en bois comme l'a prouvé la présence de trous de poteaux verticaux. La plus grande mesurait 10 m × 7,5 m. Elle était recouverte d'un toit asymétrique présentant une pente plus faible au nord pour résister au mistral, l'accès se faisait par la partie méridionale.
La présence à proximité d'une seconde cabane, mal conservée, a suggéré l'idée d'un regroupement. Leur plan circulaire permet d'avancer qu'il s'agissait d'une petite tribu encore à demi nomade ou récemment fixée. La construction des cabanes a pu donc servir soit à un campement hivernal de longue durée soit à une première tentative de sédentarisation.

### Du Moyen Âge à la Révolution
La seigneurie :
- La terre appartient aux Vesc (au XIIIe siècle[19]).
- 1344 : elle est hommagée aux comtes de Valentinois.
- 1610 : les trois quarts de la seigneurie passent aux (du) Cros.
- 1627 : les Vesc recouvrent la totalité de la seigneurie et la gardent jusqu'à la révolution.

1742 (démographie) : 110 familles et maisons.
Avant 1790, Espeluche était une communauté de l'élection, subdélégation et sénéchaussée de Montélimar, formant une paroisse du diocèse de Saint-Paul-Trois-Châteaux, dont l'église fut pendant longtemps celle du prieuré, et qui était de l'ordre de Cluny, sous le vocable de Saint-Étienne. Ce prieuré, dont le titulaire avait les dîmes de la paroisse, et qui fut ensuite uni à celui de Notre-Dame de Rochefort en Languedoc, ayant été ruiné au XVIe siècle, le service paroissial fut transféré, au siècle suivant, dans une chapelle de Notre-Dame ou de saint Jean-Baptiste, qui fut mise sous le vocable de Saint-Étienne en 1724.

### De la Révolution à nos jours
En 1790, Espeluche devient une municipalité du canton de Châteauneuf-de-Mazenc, mais la réorganisation de l'an VIII en fait une commune du canton de Montélimar.
Le coup d'État du 2 décembre 1851 est connu par affiches le mercredi 3 décembre dans la journée. Les  chefs de l’opposition de Montélimar encore libres, des pharmaciens, font porter le mot d'ordre de résistance à Espeluche dans la journée du 5 pour le lendemain, qu’ils avaient aussi reçu d’Orange. Mais quand les messagers de Montélimar arrivent, la population s’est déjà emparée de la mairie. Les insurgés se rassemblent au bois du papier, avec ceux de Rochefort-en-Valdaine et d’Allan, au nombre d’une vingtaine. Ils échouent à sonner le tocsin, et décident de se disperser.

## Politique et administration

### Liste des maires
| Période                                  | Période                         | Identité             | Étiquette | Qualité  |
| ---------------------------------------- | ------------------------------- | -------------------- | --------- | -------- |
| Les données manquantes sont à compléter. |                                 |                      |           |          |
| avant 1988                               | ?                               | Bernard Vial         | DVD       |          |
| 1995                                     | 2003                            | Raymond Grosset      |           |          |
| 2003                                     | 2016[réf. souhaitée]            | Louis Merle          | DVD       | Retraité |
| 25 juillet 2016                          | En cours (au 29 septembre 2019) | Marie-Pierre Piallat |           |          |

### Rattachements administratifs et électoraux

#### Intercommunalités
Espeluche faisait partie, jusqu'en 2013, de la communauté d'agglomération Montélimar-Sésame, ainsi que de trois syndicats intercommunaux : le syndicat Intercommunal d'Électrification de Puygiron, le Syndicat des Eaux de Citelle et le Syndicat Intercommunal d'Irrigation Rhône Montélimar. Depuis 2014, Montélimar-Sésame a fusionné avec une communauté de communes pour former Montélimar-Agglomération.

## Population et société

### Démographie
L'évolution du nombre d'habitants est connue à travers les recensements de la population effectués dans la commune depuis 1793. Pour les communes de moins de 10 000 habitants, une enquête de recensement portant sur toute la population est réalisée tous les cinq ans, les populations de référence des années intermédiaires étant quant à elles estimées par interpolation ou extrapolation. Pour la commune, le premier recensement exhaustif entrant dans le cadre du nouveau dispositif a été réalisé en 2006.

En 2022, la commune comptait 1 137 habitants, en évolution de +9,43 % par rapport à 2016 (Drôme : +2,64 %, France hors Mayotte : +2,11 %).
| 1793 | 1800 | 1806 | 1821 | 1831 | 1836 | 1841 | 1846 | 1851 |
| ---- | ---- | ---- | ---- | ---- | ---- | ---- | ---- | ---- |
| 410  | 462  | 458  | 591  | 585  | 569  | 619  | 675  | 717  |

| 1856 | 1861 | 1866 | 1872 | 1876 | 1881 | 1886 | 1891 | 1896 |
| ---- | ---- | ---- | ---- | ---- | ---- | ---- | ---- | ---- |
| 690  | 661  | 630  | 658  | 665  | 611  | 585  | 517  | 502  |

| 1901 | 1906 | 1911 | 1921 | 1926 | 1931 | 1936 | 1946 | 1954 |
| ---- | ---- | ---- | ---- | ---- | ---- | ---- | ---- | ---- |
| 483  | 466  | 470  | 402  | 401  | 359  | 358  | 352  | 332  |

| 1962 | 1968 | 1975 | 1982 | 1990 | 1999 | 2006  | 2011  | 2016  |
| ---- | ---- | ---- | ---- | ---- | ---- | ----- | ----- | ----- |
| 353  | 412  | 489  | 626  | 700  | 752  | 1 048 | 1 041 | 1 039 |

| 2021  | 2022  | - | - | - | - | - | - | - |
| ----- | ----- | - | - | - | - | - | - | - |
| 1 126 | 1 137 | - | - | - | - | - | - | - |

### Enseignement
Espeluche dépend de l'académie de Grenoble. Les élèves de la commune commencent leurs études dans le groupe scolaire du village, composé d'une école maternelle et d'une école primaire, accueillant 135 enfants dans cinq classes.

### Manifestations culturelles et festivités
- Fête communale : dimanche suivant le 15 septembre[19].

### Sports
- Centre nautique[19].

### Médias
Le territoire de la commune se situe dans l'aire de diffusion de plusieurs médias :
- Presse écrite
  - Le Dauphiné libéré, quotidien régional qui consacre, chaque jour, y compris le dimanche, dans son édition de « Romans et Drôme des collines » un ou plusieurs articles à l'actualité du canton et de la commune, ainsi que des informations sur les éventuelles manifestations locales, les travaux routiers, et autres événements divers à caractère local.
  - L'Agriculture Drômoise, journal d'informations agricoles et rurales, couvre l'ensemble du département de la Drôme.
  - Drôme Hebdo (ancien Peuple Libre), hebdomadaire chrétien d'informations.
- Presse audio-visuelle
  - Ici Drôme Ardèche est une radio publique diffusée sur son territoire.

### Cultes
La communauté catholique et l'église de la commune sont rattachées à la Paroisse Paroisse Sainte Anne sur Roubion et Jabron qui dépend du diocèse de Valence, doyenné de Cléon-d'Andran.

## Économie
En 1992 : céréales, ovins.

### Commerce et artisanat
- Épicerie ;
- boulangerie ;
- plusieurs autres commerces (coiffeur, etc.) ;
- plusieurs bars-restaurants ;
- sociétés et artisans du secteur du bâtiment[32].

## Culture locale et patrimoine

### Lieux et monuments

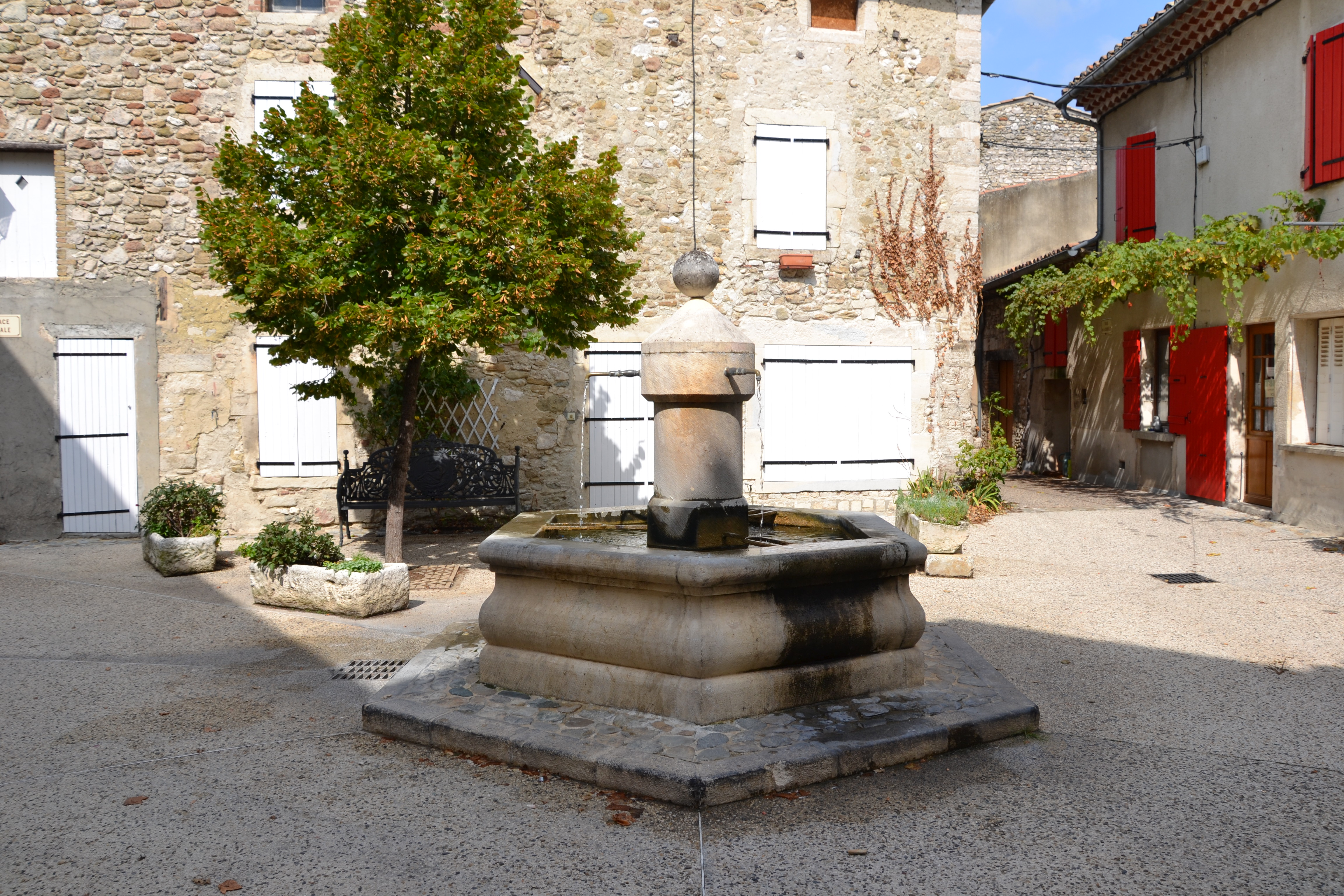
Fontaine à Espeluche

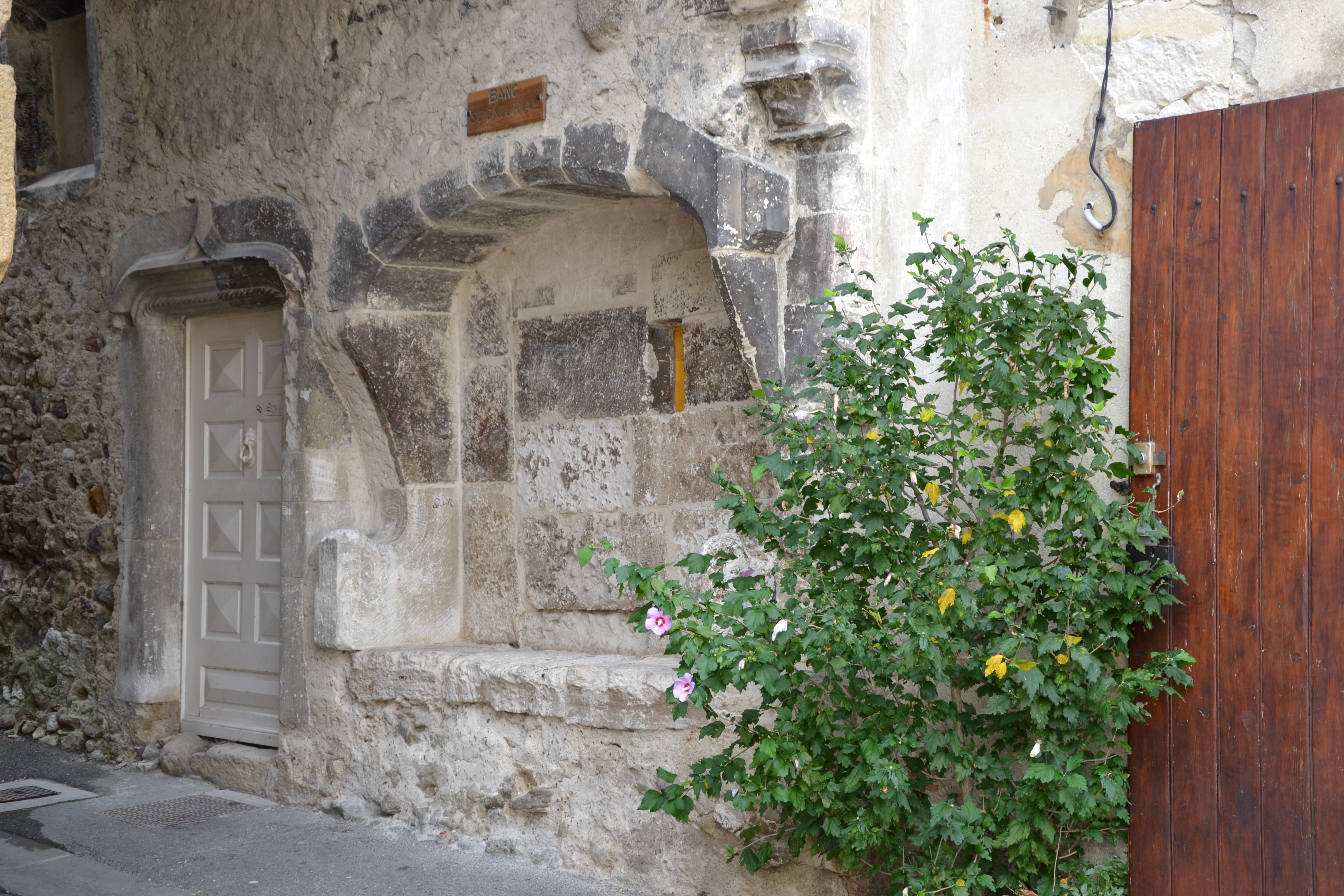
Espeluche - Banc de justice

- La Motte castrale à Pierougier[réf. nécessaire].
- Vestiges des deux enceintes médiévales et de leurs portes[réf. nécessaire].
- La Tour quadrangulaire médiévale au cœur du village[réf. nécessaire].
- Le Banc de justice, classé au titre des monuments historiques depuis 1981[33]. Il est appelé le « banc des seigneurs »[19].
- Au cimetière : substructures du prieuré de Saint-Etienne (XIe siècle, ruiné au XVIe siècle)[19].
- Les châteaux de Lalo et de Saint-Romain sont deux maisons fortes remaniées au XIXe siècle, partiellement inscrites au titre des monuments historiques depuis 1981[34]. Le château de Saint Romain est devenu un gite d'hôtes[réf. nécessaire].
- Chapelle Sainte-Anne de Montceau (XVIe siècle, restaurée au XIXe siècle)[19].
- Église Saint-Étienne d'Espeluche.

### Patrimoine naturel
- Parc naturel de Montceau[19].

### Héraldique, logotype et devise
|  | Espeluche possède des armoiries dont l'origine et le blasonnement exact ne sont pas disponibles. |